# Классификация почв
Классификация почв — система разделения почв по происхождению, географии и особенностям почвообразования, функционирования почвы как биокосной системы, и другим свойствам.
Классификацию почв в почвоведении и агрономии следует отличать от классификации грунтов (горных пород, а не почв) в геологии и инженерном деле.

## Основные национальные классификация почв в почвоведении
Общепринятой классификации почв пока не существует. Наряду с международной (Классификация почв ФАО-ЮНЕСКО, 1974 года, и сменившая её в 1998 году WRB) во многих странах мира действуют национальные системы классификации почв, часто основанные на принципиально разных подходах.

### Россия
- 1886 — Классификация почв В. В. Докучаева
- 1895 — Классификация почв Н. М. Сибирцева
- 1908—1927 — Классификация почв К. Д. Глинки
- 1936 — Классификация почв Герасимова, Завалишина и Иванова
- 1956 — Классификация почв Розова и Иванова
- 1967 — Указания по классификации и диагностике почв СССР
- 1977 — Классификация и диагностика почв СССР
- 1982 — Классификация почв Фридланда, Соколова и Шишова
- 1997 — Классификация почв России
- 2007 — Классификация и диагностика почв России

В России к 2004 году специальной комиссией Почвенного института им. В. В. Докучаева, руководимой Л. Л. Шишовым, подготовлена новая классификация почв, являющаяся развитием классификации 1997 года. Однако российским почвоведами продолжает активно использоваться и классификация почв СССР 1977 года.
Из отличительных особенностей новой классификации можно назвать отказ от привлечения для диагностики факторно-экологических и режимных параметров, трудно диагностируемых и часто определяемых исследователем чисто субъективно, фокусирование внимания на почвенном профиле и его морфологических особенностях. В этом ряд исследователей видят отход от генетического почвоведения, делающего основной упор на происхождении почв и процессах почвообразования. В классификации 2004 года вводятся формальные критерии отнесения почвы к определённому таксону, привлекается понятие диагностического горизонта, принятое в международной и американской классификациях. В отличие от WRB и американской Soil Taxonomy, в российской классификации горизонты и признаки не равноценны, а строго ранжированы по таксономической значимости. Бесспорно важным нововведением классификации 2004 года стало включение в неё антропогенно-преобразованных почв.
Профессор МГУ Л. О. Карпачевский высоко оценил достоинства классификации почв России 2004 года. soils.narod.ru. Дата обращения: 18 мая 2014. Архивировано 18 мая 2014 года., однако в 2007 году он пишет:

Но, на мой взгляд, значение этой классификации ограничивается тем, что применение её не имеет никакого смысла. Или мы присоединяемся к мировому сообществу и принимаем мировую классификацию, или мы остаёмся верными своей самобытности, тогда просто не имеет смысла менять классификацию 1977 года, поскольку на ней основываются все почвенно-мелиоративные материалы СНГ.

### США и Канада
В американской школе почвоведов используется классификация (Soil Taxonomy), имеющая распространение также в других странах. Характерной её особенностью является глубокая проработка формальных критериев отнесения почв к тому или иному таксону. Используются названия почв, сконструированные из латинских и греческих корней. В классификационную схему традиционно включаются почвенные серии — группы почв, отличных лишь по гранулометрическому составу, и имеющие индивидуальное название — описание которых началось ещё при картировании Почвенным бюро территории США в начале XX века.

### Франция
Почвенная классификация основана на работах В. К. Агафонова, ученика В. В. Докучаева.

### Китай
Для внутренних нужд Китай использует старую классификацию. Параллельно, для своих почв, принята и приспособлена международная классификация.

### Международная классификация почв
- 1974 — Классификация почв ФАО-ЮНЕСКО
- 1998 — Мировая коррелятивная база данных почвенных ресурсов (WRB). 30 почвенных групп.
- 2006 — Второе издание Мировой базы почвенных ресурсов (WRB). 32 почвенные группы.[3]

Любая классификация — это язык профессионалов, позволяющий понимать друг друга. Если классификации разные, то для понимания необходим переводчик. Основная тенденция современного почвоведения — объединение усилий мирового сообщества по изучению почв.
В названиях почвенных единиц используются названия почв, сконструированные из русских, латинских и греческих корней. Каждая почва имеет сокращённый буквенный код.

## Параметры классификации почв
- Номенклатура почв — это перечень названий различных почв в соответствии с их свойствами и классификационным положением, объединяемых в систему.
- Систематика почв — система таксономических единиц различного ранга (класс, тип, подтип, род и т. д.), создаваемая в целях классификации почв.
- География почв
- Химия почв
- Физика почв
- Цвет почв
- Влажность почв

### Иерархия классификации почв
Термины по ГОСТу:
- Тип почвы — основная классификационная единица, характеризуемая общностью свойств, обусловленных режимами и процессами почвообразования, и единой системой основных генетических горизонтов.
- Подтип почвы — классификационная единица в пределах типа, характеризуемая качественными отличиями в системе генетических горизонтов и по проявлению налагающихся процессов, характеризующих переход к другому типу.
- Род почвы — классификационная единица в пределах подтипа, определяемая особенностями состава почвенно-поглощающего комплекса, характером солевого профиля, основными формами новообразований.
- Вид почвы — классификационная единица в пределах рода, количественно отличающаяся по степени выраженности почвообразовательных процессов, определяющих тип, подтип и род почв.
- Разновидность почвы — классификационная единица, учитывающая разделение почв по гранулометрическому составу всего почвенного профиля.
- Разряд почвы — классификационная единица, группирующая почвы по характеру почвообразующих и подстилающих пород.